# Jacob Westervik
Jacob Westervik, född 1736, död efter 1781, var en svensk orgelbyggare i Stockholm. Westerviks äldsta syster Christina var gift med organisten och orgelbyggaren i Hedvig Eleonora församling, Lars Kinström
Endast fasaderna i Kimstad, Sollentuna och Hacksta kyrkor har bevarats.

## Biografi
Var son till snickaråldermannen Erik Westerwijk (–1746), Stockholm. Lärde sig bygga orglar hos rådmannen och amatörorgelbyggaren Carl Holm i Uppsala. Han arbetade 1760 hos sin svåger Lars Kinström som gesäll. Fick privilegier 1765. Var orgelbyggargesäll mellan 1780 och 1781 hos Olof Schwan och Mattias Swahlberg den yngre på kvarter Vattenormen 51, Kungsholmens församling, Stockholm.

## Lista över orglar
| År        | Kyrka                         | Stift      | Bild | Manualer | Pedal | Stämmor | Principalgrund | Bevarad orgel/fasad | Övrigt |
| --------- | ----------------------------- | ---------- | ---- | -------- | ----- | ------- | -------------- | ------------------- | --- |
| 1762      | Hacksta kyrka                 | Uppsala    |      |          |       | 7       |                | Nej/Nej             | En ny orgel byggdes 1932 av Erik Henrik Eriksson, Sundbyberg. |
| 1763      | Årdala kyrka                  | Strängnäs  |      |          |       | 7       |                | Nej/Nej             | Orgel sattes upp ovanför altaret. Landshövdingen Gabriel Falkenberg af Trystorp och greve Bonde skänkte vardera 600 daler kopparmynt till orgeln. En ny orgel byggdes 1865 av Erik Adolf Setterquist, Örebro.                                      |
| 1765      | Estuna kyrka                  | Uppsala    |      |          |       | 5       |                | Nej/Nej             | Orgeln renoverades och tillbyggdes 1838 av Pehr Zacharias Strand, Stockholm till 9 stämmor. En ny orgel byggdes 1899 av E A Setterquist & Son, Örebro.                                                                                             |
| 1763–1765 | Värmdö kyrka                  | Strängnäs  |      |          |       | 9       |                | Nej/Nej             | Orgeln kostade 7000 daler. En ny orgel byggdes 1860 av Johan Nicolaus Söderling, Göteborg. Westerviks orgel såldes 1860 till Djurö kyrka, men sattes aldrig upp där.                                                                               |
| 1767      | Hölö kyrka                    | Strängnäs  |      |          |       | 7       |                | Nej/Nej             | Orgeln skänktes av överstelöjtnanten Johan Grüner. En ny orgel byggdes 1860 av Anders Vilhelm Lindgren, Stockholm. Westerviks orgel såldes 1860 till Norra Möckleby kyrka. En ny orgel byggdes i Norra Möckleby 1892 av Åkerman & Lund, Stockholm. |
| 1769      | Torsåkers kyrka, Södermanland | Strängnäs  |      |          |       | 5       |                | Nej/Nej             | Orgeln kostade 3600 daler och skänktes till kyrkan av kommerseråd Eric Skjöldebrand. En ny orgel byggdes 1885 av E A Setterquist & Son, Örebro. |
| 1771      | Kimstads kyrka                | Linköpings |      |          |       | 10      |                | Nej/Ja              | En ny orgel byggdes 1895 av Åkerman & Lund, Stockholm. |
| 1773      | Sollentuna kyrka              | Uppsala    |      |          |       |         |                | Nej/Ja              | En ny orgel byggdes 1902 av Åkerman & Lund, Sundbyberg. |
| 1774      | Runtuna kyrka                 | Strängnäs  |      |          |       | 8       |                | Nej/Nej             | Orgeln stod på en läktare i väster. 1802 utökades orgeln till 10 stämmor av Lorentz Peter Lorin, Linköping. En ny orgel byggdes 1858 av Carl Johan Lund, Stockholm.                                                                                |
| 1777      | Ockelbo kyrka                 | Uppsala    |      |          |       |         |                |                     | |